# Ulster Volunteer Force
L'Ulster Volunteer Force (UVF), (en català Força voluntària de l'Ulster), és un grup paramilitar lleialista d'Irlanda del Nord, fundat el 1966, que reprèn el nom d'una antiga milícia unionista. El seu objectiu anunciat és lluitar contra l'IRA i pel manteniment d'Irlanda del Nord al Regne Unit. El nom ve dels Ulster Volunteers, creats en 1912 per defensar la unió entre Irlanda i la Gran Bretanya. L'UVF és considerada com una organització terrorista per part de les autoritats britàniques i figura a la Llista d'Organitzacions Terroristes Estrangeres del Departament d'Estat dels EUA.
Durant el conflicte nord-irlandès, l'UVF s'atribuirà la responsabilitat d'almenys 428 morts, gairebé tots (414) civils, majoritàriament catòlics, a més de 21 militants de grups armats republicans, 44 d'altres grups armats lleialistes i 6 membres de les froces de seguretat. Un grup lligat amb la UVF, el Red Hand Commando, fou responsable de l'assassinat de com a mínim 13 persones (12 civil i un membre del propi grup).
El grup començà les seves activitats en resposta al ressorgiemnt del republicanisme irlandès i al moviment pels drets civils de la població nacionalista d'Irlanda del Nord, encapçalat per la Northern Ireland Civil Rights Association, als anys 1960s. L'IRA era aleshores un grup gairebé inactiu, però des de l'unionisme es considerà el moviment com una amenaça a l'statu quo establert des de la partició a d'Irlanda del Nord, que afavoria la població protestant majoritàriament unionista o lleialista i discriminava la població catòlica majoritàriament nacionalista o republicana.
La UVF declarà que lluitava contra l'IRA, però començà els seus atacs contra civils catòlics a Irlanda del Nord, així com a la república d'Irlanda, i foren civils gairebé totes els seves víctimes, seguides per correligionaris lleialistes d'altres faccions. Els seus membres participaren en l'atac massiu contra veïnats nacionalistes de Belfast l'estiu de 1969, poc després de la batalla del Bogside a Derry, causant la mort de nombrosos civils i la fugida de milers de famílies. Uns fets que iniciarien l'etapa contemporània del conflicte nord irlandès, quan l'IRA es reorganitzà i rearmà per combatre els atacs unionistes i la presència britànica.
L'UVF continuà amb els seus atacs i fou responsable d'accions com centenars d'atacs a cases i establiments de catòlics, als quals pretenia expulsar dels veïnats que considerava per a protestants. També organitzà atacs a la República d'Irlanda. El 2 de maig de 1974 matà sis persones en fer esclatar una bomba al Rose & Crown Bar de Belfast. El 17 de maig 1974 dues unitats de la UVF feren esclatar quatre cotxes bomba sense previ avís a Dublin i Monaghan, matant 33 persones, totes civils, en l'atac més mortífer durant tot el conflicte. També fou responsable de l'atac contra la popular banda irlandesa Miami Showband, matant 5 persones, el juliol de 1975. El dia de Sant Patrici de 1976 l'UVF matà 4 persones en el bombardeig del Hillcrest Bar a Dungannon, comtat de Tyrone. El juny de 1994 assassinaren 6 persones en metrallar un local on es mirava un partit de la selecció irlandesa a la Copa del Món, fets que es coneixen com la massacre de Loughinisland, al comtat de Down.
Durant els anys 1970s, membres de la Brigada Mid-Ulster de l'UVF, juntament amb soldats britànics de l'Ulster Defence Regiment, policies i membres del paramilitar UDA formaren un grup, compost almenys per 40 membres (25 dels quals agents de les forces britàniques o policies), que es coneixeria com a la banda de Gleenane, dedicat a l'assassinat de civils nacionalistes. El grup fou responsable d'almenys 74 assassinats, reconeguts per l'Historical Enquiries Team de la policia nordirlandesa PSNI.
Sovint els seus atacs, com els de la rival i també lleialista UDA comptaven amb el suport o tolerància de membres de els forces de seguretat britàniques, com fou provat en els seus atacs contra diversos polítics i militants nacionalistes i republicans, igualment l'organització tingué nombrosos membres que eren al mateix temps informadors o agents d'agències de seguretat i de l'espionatge britànic.
El 1987, l'UVF i l'UDA importaren un carregament d'armes des de Sud-àfrica. Les armes havien estat venudes per Israel a l'agència Armscor, del departament de Defensa del govern de l'Apartheid de Sud-àfrica. En l'operació hi participà l'agent britànic Brian Nelson, que comptà amb finançament del departament de defensa britànic i l'ajut del servei secret MI5 per fer arribar les armes pel port de Belfast. Aquestes armes foren utilitzades en nombrosos atacs tant de l'UVF com de l'UDA.
Durant els anys, i segons les forces de seguretat i diversos investigadors i periodistes, es veié cada vegada més implicat en activitats il·legals per a finançar-se, com robatoris, el tràfic d'estupefaents i l'extorsió.
El seu primer líder fou Gusty Spence, un ex-militar britànic, el seu últim cap conegut John "Bunter" Graham, des de 1976 fins que declarà l'alto el foc de 1994, mesos després de la matança de Loughinisland.
Després de la declaració d'alto el foc, membres dissidents de la UVF crearen la Força de Voluntaris Lleialistes (LVF), dirigida per Billy Wright. que continuà amb els assassinats de civls catòlics Irlanda del Nord els anys següents.
El 27 de juny del 2009 l'Ulster Volunteer Force acaba oficialment el seu desarmament.
Després, l'UVF ha mantingut cert nivell d'activitat, tant en l'ambient del delicte comú com en diversos atemptats i incidents violents, sobretot contra membres d'altres grups lleialistes en enfrontaments amb la LVF, l'UDA-UFF, o exmembres del mateix grup. També ha participat en atacs a barris o veïnats nacionalistes i en diversos disturbis i enfrontaments als carrers, com en el conflicte de les banderes a l'ajuntament de Belfast els anys 2012 i 2013, arribant a disparar contra membres de les forces de seguretat, segons els informes de la Independent Monitoring Commission. Segons aquest organisme, mantindria presència d'algun centenar de membres a Belfast i voltants, majoritàriament implicats en activitats criminals diverses. El març de 2019, onze militants de la UVF a Belfast, Newtownards i Comber, d'entre 22 i 48 anys, van ser arrestats per la policia (PSNI), que va requisar drogues, diners en efectiu, cotxes cars i joies en una operació realitzada contra les activitats delictives de les restes de l'UVF.
Manté lligams amb el Partit Unionista Progressista (Progressive Unionist Party, PUP), considerat el seu braç polític, amb escàs suport electoral.